# 劉可
劉可（1485年—？），字以中，號近村，河南汝寧府信陽州羅山縣人，軍籍，明朝政治人物。

## 生平
正德八年（1513年）癸酉科河南鄉試第二十四名舉人。正德十六年（1521年）中式辛巳科會試第二百四十二名，登第二甲第八十五名進士。授南京主事，历员外、郎中，升镇江府知府，擢江西九江兵备副使，历山西参政、左右布政使，二十年正月考察以才力不及调用。復除广西左布政使，二十五年三月以给由久不赴部，违限将二年，为御史陈宗夔所论，下原籍验状，以疾闻，诏贳其罪，令致仕。

## 家族
曾祖劉雚；祖父劉源，曾任壽官；父劉彛，曾任訓導。母趙氏。永感下。兄崇仁、崇智、崇爵、劉立。